# Јединица напајања
Јединица напајања је најчешће електронски уређај који обезбеђује електричну енергију одговарајућих карактеристика електричном потрошачу. Сви електрични уређаји који садрже полупроводничку електронику захтевају једносмерни напон док је у кућним прикључцима напон наизменичан 220 V. Зато постоји спољашња или унутрашња јединица за напајање која обезбеђује исправљање напона, напонско прилагођење а као додатну карактеристику обично има и стабилизацију односно филтрирање напона.
Јединице напајања за електронске уређаје заснивају се на технологији названој прекидачки мод (енгл. switching mode). Она је такође позната као „DC / DC“ конвертор. Постоје две основне врсте напојних јединца: линеарна и прекидача.
На слици 1. је приказан блок дијаграм напојне јединице без кола повратне спреге, које се користи на јефтинијим напојним јединицама. На слици 2 је и коло повратне спреге, које се користи у скупљим напојним јединицама. Може се примети разлика у напајањима са и без кола повратне спреге. У колима са повратном спрегом немају 110/220 V и немају удвостручивач напона.

## Шематски приказ типичног рачунарског напајања
Коло повратне спреге не врши напонску регулацију. Улазни напон се исправи пре него што се доведе до прекидачких транзистора. Прекидачки транзистори шаљу квадратни сигнал на трансформатор. Будући да је талас квадратни веома једноставно се трансформише у једносмерни напон. После исправљања напона на излазу трансформатора добијемо једносмерни напон. Зато се понекад прекидачки напајања зову DC / DC конвертори. Ако излазни напон није у реду коло повратне спреге да радни налог транзистору да би се исправио излазни напон. Најчешће се дешава када расте потрошња енергије на рачунару, тада излазни напон пада, или када опада потрошња енергије на рачунару тада расте излазни напон.
Из слика 1, 2, 3 можемо да видимо следеће: Све испред трансфорнатора је примар, а све иза трансформатора је секундар, извори напајања са колом повратне спреге немају 110/220 V прекидач, и такође немају удвостручивач напона који има сврху да увек буде напон од 220 V на самом Грецовом споју, два МОСФЕТ-а чине прекидач, талас који долази на трансформатор је правоугаоног облика, и на секундару је квадратни сигнал, коло повратне спреге је обично интегрисано коло које је преко малог трансформатора изоловано од примарног дела напајања, понекад се уместо трансформатора користи оптокаплери, коло повратне спреге контролише излазни напон тако што контролише прекидачке транзисторе.

## Унутрашњи изглед
Обично напајање рачунара има 3 трансформатора између два велика хладњака. Највећи трансформатор је главни, средњи трансформатор служи да генерише напон од 5 V. најмањи трансформатор служи да изолује примар од секундара (Галванска заштита). Један хладњак припада примару, а други секундару. На хладњаку који припада примару се налазе прекидачи транзистори или диоде ако напајање има коло повратне спреге. На хладњаку који припада секундару налазе се неколико исправљача-дијаци. У секундару се може наћи и неколико малих електролитских кондензатора и неколико малих пригушница. Имају улогу филтера.

## Типови

### Напајање у комутираном режиму
У комутираном напајању (енгл. switched-mode power supply, SMPS), мрежни улаз наизменичне струје се директно исправља, а затим филтрира да би се добио једносмерни напон. Резултујући једносмерни напон се затим укључује и искључује на високој фреквенцији помоћу електронског склопног кола, чиме се производи наизменична струја која ће проћи кроз високофреквентни трансформатор или индуктор. Пребацивање се дешава на веома високој фреквенцији (обично 10 kHz — 1 MHz), чиме се омогућава коришћење трансформатора и филтерских кондензатора који су много мањи, лакши и јефтинији од оних који се налазе у линеарним изворима напајања који раде на мрежној фреквенцији. Након секундарног индуктора или трансформатора, високофреквентна наизменична струја се исправља и филтрира да би се произвео DC излазни напон. Ако SMPS користи адекватно изоловани високофреквентни трансформатор, излаз ће бити електрично изолован од мреже; ова карактеристика је често неопходна за безбедност.
Напајања у комутираном режиму су обично регулисана, а да би излазни напон био константан, напајање користи контролер повратне спреге који прати струју коју троши оптерећење. Радни циклус пребацивања се повећава како се повећавају захтеви за излазном снагом.
SMPS често обухватају безбедносне функције као што су ограничавање струје или коло за полугу како би се заштитио уређај и корисник од повреде. У случају да се детектује неуобичајена потрошња струје велике струје, напајање у комутираном режиму може претпоставити да је ово директан кратки спој и да ће се сам искључити пре него што се оштети. PC напајања често обезбеђују добар сигнал за напајање матичној плочи; одсуство овог сигнала спречава рад када су присутни ненормални напони напајања.
Неки SMPS имају апсолутно ограничење за њихов минимални излаз струје. Они могу да имају излаз само изнад одређеног нивоа снаге и не могу да функционишу испод те тачке. У стању без оптерећења, фреквенција струјног кола за резање се повећава до велике брзине, узрокујући да изоловани трансформатор делује као Теслин калем, узрокујући штету због резултујућих скокова снаге веома високог напона. Напајања у комутираном режиму са заштитним круговима могу се накратко укључити, али се затим искључити када није детектовано оптерећење. Веома мали лажни терет мале снаге, као што је керамички отпорник за напајање или сијалица од 10 вати, може се прикључити на напајање како би се омогућило да ради без прикљученог примарног оптерећења.